# Dana Elcar
 (février 2024).
Si vous disposez d'ouvrages ou d'articles de référence ou si vous connaissez des sites web de qualité traitant du thème abordé ici, merci de compléter l'article en donnant les références utiles à sa vérifiabilité et en les liant à la section « Notes et références ».
Dana Elcar, né Ibsen Dana Elcar le 10 octobre 1927 à Ferndale, Michigan, et mort le 6 juin 2005 à Ventura, Californie, à l'âge de 77 ans, est un acteur et réalisateur américain qui est apparu dans plus de 130 projets, il est notamment connu pour avoir joué dans les deux séries télévisés à succès Les Têtes brûlées et MacGyver, interprétant le personnage du Colonel Thomas Lard de 1976 jusqu'en 1978 et le dernier Peter Thornton de 1985 jusqu'en 1992.

## Biographie
Fils de Hedwig (née Anderberg) et James Aage Elcar, charpentier et boucher. Il a une sœur et une demi-sœur. Il était un élève de l'université du Michigan, où il était un membre de la fraternité Alpha Tau Omega. Elcar a fait une année de service dans la marine des États-Unis. Il a déménagé à New York dans les années 1950 pour devenir acteur professionnel. Il était un étudiant du professeur intérimaire légendaire Sanford Meisner.
En 1964, il tient le rôle principal dans la pièce La Vie de Galilée de Bertold Brecht mise en scène par Edwin Sherin (en) à l' Arena Stage Theatre, Washington.
Il donnait des cours quand, en 1986, avec l'acteur William Lucking, il a formé le Santa Paula Theatre Centre. Elcar a été directeur artistique pendant six ans.
Il a notamment joué dans des séries télévisées populaires telles que Les Têtes brûlées (colonel Thomas A. Lard) et MacGyver (Peter Thornton).
Devenu aveugle à la suite d'un glaucome, il a dû adapter son personnage à ce handicap dans les dernières saisons de MacGyver.
Il met fin à sa carrière de comédien en 2002 et fera sa dernière apparition dans la série Urgences (ER) lors de l'épisode 13 de la saison 8, diffusé le 31 janvier 2002 sur NBC.

### Famille
Il a été marié successivement à : Katherine Frances Mead (de 1948 à 1950), Peggy Romano (de 1954 à 1970) et Marianne Torrance (de 1978 à 1995).
Il a eu quatre enfants : un fils, Dane Elcar et trois filles (Nora, Chandra et Marin).
Sa belle-fille, Emily Prager (en), est une ancienne actrice de feuilleton et écrivain. Elle a notamment joué dans plusieurs films de Noël.

### Mort
Il meurt d'une pneumonie aiguë le 6 juin 2005 à l'hôpital Community Memorial de San Buenaventura, en Californie, à l'âge de 77 ans,,.

## Filmographie

### Acteur

#### Cinéma
- 1964 : Point limite (Fail-Safe) de Sidney Lumet :Foster
- 1965 : The Fool Killer (en) : M.. Dodd
- 1968 : Un détective à la dynamite (A Lovely Way to Die) de David Lowell Rich : Layton
- 1968 : L'Étrangleur de Boston (The Boston Strangler) de Richard Fleischer : Luis Schubert
- 1969 : Pendulum de George Schaefer : Det. J.J. 'Red' Thornton
- 1969 : The Maltese Bippy (en) de Norman Panama : Sgt. Kelvaney
- 1969 : Les Sentiers de la violence (The Learning Tree) de Gordon Parks : Kirky
- 1970 : Soldat bleu (Soldier Blue) de Ralph Nelson : Capt. Battles
- 1970 : Zigzag : Harold Tracey
- 1970 : Adam at 6AM : Van Treadly
- 1971 : Mrs. Pollifax-Spy (en) : Carstairs
- 1971 : Dialogue de feu (A Gunfight) de Lamont Johnson : Marv Green
- 1972 : La Légende de Jesse James (The Great Northfield Minnesota Raid) : Allen
- 1973 : L'Arnaque (The Sting) de George Roy Hill : Agent FBI Polk
- 1975 : Rapport confidentiel (Report to the Commissioner) : Chef Perna
- 1976 : W.C. Fields et moi (W.C. Fields and Me) d'Arthur Hiller : Agent Dockstedter
- 1976 : L'uniforme de la honte (en) (Baby Blue Marine) : Sheriff Wenzel
- 1976 : Monsieur Saint-Ives (St. Ives) de Jack Lee Thompson : Charles Blunt
- 1979 : Le Champion (The Champ) de Franco Zeffirelli : Hoffmaster
- 1979 : Good Luck, Miss Wyckoff (en) : Havermeyer
- 1980 : Le Plus Secret des agents secrets (The Nude Bomb) : Un chef
- 1980 : Le Dernier Vol de l'arche de Noé (The Last Flight of Noah's Ark) : Benchley
- 1981 : Condorman : Russ Devlin
- 1981 : Victor la gaffe (Buddy Buddy) : Capt. Hubris
- 1982 : Breach of Contract (en)
- 1983 : Blue Skies Again (en) : Lou
- 1984 : Les Guerriers de la jungle (en) (Euer Weg führt durch die Hölle) : D'Antoni
- 1984 : Solo pour deux (All of Me) : Burton Schuyler
- 1984 : 2010 : L'Année du premier contact (2010) : Dimitri Moisevitch
- 1986 : Inside Out (en) : Leo Gross

#### Télévision
Téléfilms
- 1967 : FBI contre Borgia (The Borgia Stick) : Craigmeyer
- 1968 : Of Mice and Men de Ted Kotcheff (téléfilm, d'après Des souris et des hommes de John Steinbeck)
- 1968 : The Sound of Anger : Andrew Pearce
- 1969 : D.A.: Murder One : Dr. Carl Enright
- 1971 : The Death of Me Yet : Hank Keller
- 1972 : The Bravos : Capitaine Detroville
- 1972 : Fireball Forward : Col. Talbot
- 1973 : Hernandez : Jackman
- 1973 : Catch-22 : Col. Cathcart
- 1973 : La Disparition (Dying Room Only) : Un shériff
- 1974 : 120 degrés Fahrenheit (en) (Heat Wave) : Prescott
- 1974 : Panic on the 5:22 : Hal Rodgers
- 1974 : The Missiles of October : Robert McNamara, secrétaire de la Défense
- 1975 : Love Nest : Mort
- 1976 : Law of the Land : Rev. M. Endicott
- 1977 : Waiting for Godot : Vladimir
- 1979 : Crisis in Mid-Air (en) : Brad Mullins
- 1979 : Samurai : Frank Boyd
- 1980 : Death Penalty : John Mulligan
- 1980 : Mark, I Love You : M.. Bassett
- 1981 : Wendy Hooper, U.S. Army : Un sergent
- 1982 : Père par intérim (Help Wanted: Male) : Milhauser
- 1982 : Les amours perdues (Forbidden Love) : Burt Wagner
- 1983 : Quarterback Princess (en) de Noel Black : M.. Caine
- 1983 : Condamnation sans merci (I Want to Live) : Warden
- 1984 : Sweet Revenge : Sen. Arthur Hagerty
- 1985 : Toughlove : Max Wiley
- 1985 : There Were Times, Dear : Don Mason
- 1986 : Drame en trois actes (Murder in Three Acts) : Dr. Strange

Séries télévisées
- 1954 : A Time to Live : Dr Clay
- 1958 : The Big Story : Lt. Alameda
- 1959 : Brenner : Un barman
- 1962 : Haine et Passion (The Guiding Light) : Andrew Murray
- 1962-1963 : Naked City : Al Borris
- 1962-1965 : The Nurses : Dr. Fuller / Dr. Fellowes
- 1963 : Espionage : Kevin
- 1963-1965 : Les Accusés (The Defenders) : Un avocat / Dr. Marvin Graham
- 1964-1965 : The Edge of Night : Clinton Wheeler
- 1966-1967 : Dark Shadows : Sheriff George Patterson
- 1968 : Les Envahisseurs (The Invaders) : Shériff Tom Halloway
- 1968 : Match contre la vie (Run for Your Life) : Dr. George Graham
- 1968 : Judd for the Defense : Champion
- 1968 : The Outsider : Fred Oliver
- 1968-1973 : Sur la piste du crime (The F.B.I.) : Ed Garth / Waverly / Ewing Carter / Howard Swift / Howard Bergdahl
- 1968-1973 : Mannix : Fred Restin / Skip Seldon / Sheriff Conrad Bucola
- 1969 : Le Virginien (The Virginian) : Bennett Poole
- 1969 : Max la menace (Get Smart) : Kruger
- 1969-1970 : Médecins d'aujourd'hui (Medical Center) : Mazur / General Montague
- 1969-1972 : Bonanza : Caleb Milton / M.. Merrick
- 1969-1972 : L'homme de fer (Ironside) : George / Bill O'Brien / Toby / Joe Markham
- 1970 : Hawaï police d'État (Hawaii Five-0) : Dr. Benjamin
- 1970 : Mission impossible : C.W. Cameron
- 1970 : Room 222 : Everett Stiles
- 1970 : San Francisco International Airport (en) : George Woodruff
- 1970 : Gunsmoke : Pennigrath
- 1971 : Sarge (en) : Père Frank Dinsmore
- 1971 : Longstreet : Dr. Burlen
- 1971-1972 : Docteur Marcus Welby (Marcus Welby M.D.) : Dr. Tomlinson / Dr. McCready
- 1971-1973 : Opération danger (Alias Smith and Jones) : Sam Haney / Benjamin T. Bowers
- 1972 : The Delphi Bureau (en) : Michael Kendall
- 1972 : Le Sixième Sens : Edward Winslow
- 1972-1975 : Cannon : John Brinegar / M.. Ryan
- 1973 : Hawkins (en) : Dr. Aaronson
- 1973 : The Partridge Family : M.. Felcher
- 1973 : La Famille des collines (The Waltons) : George Porter
- 1973 : Columbo : Falcon
- 1973 : Kung-Fu : Juge Todd A. Pritikin / Noah Jones
- 1974 : Petrocelli : Daley
- 1974 : Sons and Daughters : Paul Reed
- 1974 : Chase : Phelps
- 1975 : Deux cent dollars plus les frais (The Rockford Files) : Sheriff Mitchell
- 1975 : Baretta : Lt. Shiller
- 1976 : L'Homme qui valait trois milliards (The Six Million Dollar Man) : Larry Stover
- 1976 : Le Nouvel Homme invisible (Gemini Man) : Dr. Harold Schuyler
- 1976-1978 : Les Têtes brûlées (Baa Baa Black Sheep) : Col. Thomas A. Lard
- 1978 : L'Incroyable Hulk (The Incredible Hulk) : Shériff Harris
- 1979 : Colorado : Juge Hart
- 1979 : Au fil des jours (One Day at a Time) : Capitaine
- 1979 : B.J. and the Bear : Spencer
- 1980 : Galactica 1980 : John Steadman
- 1980 : Huit, ça suffit ! (Eight Is Enough) : Ben
- 1981 : Benson : Chapman
- 1981 : Flamingo Road : Crane
- 1981 : Foul Play : Lt. Bidecker
- 1981-1982 : Falcon Crest : Carl Reed
- 1982 : Seven Brides for Seven Brothers : Juge Carlson
- 1982 : Teachers Only (en) : Clayton
- 1982 : Herbie, Un amour de Coccinelle : Warden
- 1983 : Small & Frye : Problems
- 1983 : Voyages au bout du temps : Colonel Knox
- 1983 : Newhart : Sam Ebersol
- 1983 : Insight : Dimitri
- 1983 : Pour l'amour du risque (Hart to Hart) : Amiral Springfield
- 1983 : K2000 : Strock
- 1983-1985 : Trapper John M.D. : Howard Bowman / Jared Vennemar
- 1984 : L'Homme qui tombe à pic (The Fall Guy) : Dean Hackett
- 1984 : The Paper Chase : M.. Sam Hart
- 1984 : Matt Houston : Le maire Akers
- 1984 : Le Juge et le Pilote (Hardcastle and McCormick) : Frank Cardigan
- 1984-1985 : L'Agence tous risques (The A-Team) : Juge Mordente / George Olsen
- 1985 : Capitaine Furillo (Hill Street Blues) : Lt. Mel Taber
- 1985 : Les deux font la paire (Scarecrow and Mrs. King) : Mitch Larner
- 1985 : Riptide : Harry Silverman
- 1985-1992 : MacGyver : Peter Thornton / Andy Colson
- 1987 : Matlock : Arthur Hughes
- 1993 : New York, police judiciaire (Law & Order) : Robert Cook
- 1995 : Le Bus magique (The Magic School bus) : M.. Terese
- 2002 : Urgences (ER) : Manny Kendovich

### Réalisateur
- 1989 : MacGyver